# Autoba undilinea
Autoba undilinea là một loài bướm đêm trong họ Erebidae.